# Omar Linares Izquierdo
Omar Linares Izquierdo nació el 23 de octubre de 1967 en Pinar del Río, Cuba. Es considerado uno de los jugadores de béisbol más grande de todos los tiempos.[cita requerida] Por su corta edad al ingresar en el béisbol cubano, Linares fue apodado como El niño. 
Desde muy joven (15 años), Omar Linares sobresalió en el equipo Vegueros de Pinar del Río ganándose enseguida un espacio en la selección nacional por su altísima calidad tanto a la ofensiva como a la defensiva.
Líder de por vida en carreras anotadas, slugging y average ofensivo. Desde que irrumpió en el béisbol en 1982 demostró sus cualidades en diferentes posiciones. Se desarrolló y destacó principalmente en la tercera base donde transcurrió la mayor parte de su carrera.

## Primeros años
Natural de San Juan y Martínez, Pinar del Río, fue el primer hijo del matrimonio conformado por Fidel Linares, también considerado un gran pelotero, y Francisca Izquierdo. Su hermano menor es Juan Carlos Linares.
A los nueve años ingresa en el sistema nacional de escuelas de deporte escolar, en la EIDE,  (Escuelas de Iniciación Deportiva Escolar) Ormani Arenado Llonch  de Pinar del Río, en atletismo, en modalidades de velocidad; competía en 60 metros libres y con vallas. 
En sexto grado Omar se ve obligado a abandonar la escuela de deportes por problemas de enfermedad. Así que continúa sus estudios en su municipio natal de San Juan y Martínez. Por esta fecha comienza a practicar baloncesto e incluso llega a participar en un evento provincial en este deporte.
Luego de esta competencia, comienza Omar, sus andanzas por el béisbol. Comienza a practicar bajo la tutela de Carlos Quintana, su primer entrenador y participa en una competencia regional infantil. Allí Linares llama la atención grandemente y regresa a la escuela de deportes, claro que esta vez como jugador de béisbol. Tenía Omar en ese momento once años.

## Series Nacionales
En 1982, cuando solamente contaba 15 años, Omar Linares comienza su carrera en las series nacionales cubanas. Omar debuta en el equipo Forestales de Pinar del Río, en ese entonces era el segundo equipo de la provincia pinareña. En este primer año, debido a su corta edad, El Niño sólo participaba en los juegos que se realizaban en casa; no salía con el equipo a jugar en otras provincias.
Su primer mánager fue Juan Charles Díaz. Sin lugar a dudas una de las figuras más prominentes en el desarrollo del béisbol en la provincia pinareña.

Era un talento de esos que surgen cada cien años, no todos los días surgen un atleta así. Linares es un gran deportista en toda la extensión de la palabra, no era sólo un jugador de béisbol. Fíjate que para mí, si se hubiera dedicado al atletismo, al fútbol, al baloncesto, hubiera sido una estrella, porque era un atleta en toda su configuración morfológica.
 Juan Charles Díaz

Omar Linares lograría con Pinar del Río 5 títulos en Series Nacionales en las temporadas: 1984-85, 1986-87, 1987-88, 1996-97 y 1997-98. Durante 15 temporadas consecutivas se mantuvo bateando más de .300 de promedio ofensivo incluidas 7 temporadas por encima de la marca de .400. Es el líder histórico en carreras anotadas y slugging para Series Nacionales siendo el mejor en promedio de bateo.
El 16 de junio de 2002 a la edad de 34 años jugaría su último partido en el campeonato nacional.

### Liderato para una Serie Nacional
En las series nacionales de Cuba fue líder de diversos departamentos: en el promedio ofensivo mantuvo el liderato en las temporadas de 1985, 1986, 1990 y 1992; en carreras anotadas fue líder en 1985, 1987, 1993 y 1995. También fue líder en triples en 1985, y en bases por bolas en las series de 1992, 1993, 1994, 1995, 1996 y 2000. Bateo por encima de .400 en 8 temporadas.
| Promedio Ofensivo             |      |               |      |
| XXIV                          | 1985 | Vegueros      | .387 |
| XXV                           | 1986 | Vegueros      | .341 |
| XXIX                          | 1990 | Vegueros      | .374 |
| XXXI                          | 1992 | Vegueros      | .423 |
| Carreras Anotadas             |      |               |      |
| XXIV                          | 1985 | Vegueros      | 65   |
| XXVI                          | 1987 | Vegueros      | 40   |
| XXXII                         | 1993 | Pinar del Río | 63   |
| XXXIV                         | 1995 | Pinar del Río | 63   |
| Triples                       |      |               |      |
| XXIV                          | 1985 | Vegueros      | 9    |
| Bases por Bolas Recibidas     |      |               |      |
| XXXI                          | 1992 | Vegueros      | 51   |
| XXXII                         | 1993 | Pinar del Río | 66   |
| XXXIII                        | 1994 | Pinar del Río | 54   |
| XXXIV                         | 1995 | Pinar del Río | 64   |
| XXXV                          | 1996 | Pinar del Río | 70   |
| XXXIX                         | 2000 | Pinar del Río | 69   |
| Bases por Bolas Intencionales |      |               |      |
| XXV                           | 1986 | Vegueros      | 8    |
| XXIX                          | 1990 | Vegueros      | 6    |
| XXX                           | 1991 | Vegueros      | 7    |
| XXXI                          | 1992 | Vegueros      | 8    |
| XXXII                         | 1993 | Pinar del Río | 16   |
| XXXIII                        | 1994 | Pinar del Río | 22   |
| XXXV                          | 1996 | Pinar del Río | 14   |
| XXXIX                         | 2000 | Pinar del Río | 16   |
| XL                            | 2001 | Pinar del Río | 17   |

## Eventos Internacionales
Omar Linares jugó en 23 eventos internacionales, destacando en todos ellos y siendo jugador clave para los éxitos del equipo cubano e incluso elegido el jugador más valioso en varios de estos torneos.
Fue campeón olímpico en Barcelona 1992 y Atlanta 1996 logrando además la medalla de plata en los juegos de Sídney 2000. En el partido por la medalla de oro de los juegos de Atlanta 1996 conectó tres jonrones, siendo el único beisbolista que lo ha logrado en Juegos Olímpicos.
Con el Equipo Cuba, además de los Juegos Olímpicos, logró 6 títulos en Campeonatos Mundiales, 6 títulos en Copas Intercontinentales, 4 medallas de oro en Juegos Panamericanos y 4 títulos en Juegos Centroamericanos y del Caribe.
| Cant. | Torneo                   | VB  | C   | H   | 2B | 3B | HR | TB  | CI  | BB  | K   | AVE  | SLG  | JJ  |
| ----- | ------------------------ | --- | --- | --- | -- | -- | -- | --- | --- | --- | --- | ---- | ---- | --- |
| 3     | Juegos Olímpicos         | 108 | 44  | 48  | 3  | 0  | 13 | 90  | 27  | 13  | 20  | .444 | .833 | 25  |
| 5     | Campeonatos Mundiales    | 188 | 78  | 88  | 10 | 4  | 22 | 172 | 60  | 19  | 27  | .468 | .915 | 47  |
| 6     | Copas Intercontinentales | 211 | 76  | 98  | 20 | 3  | 27 | 205 | 70  | 26  | 26  | .464 | .972 | 55  |
| 4     | Juegos Panamericanos     | 111 | 41  | 41  | 8  | 6  | 8  | 85  | 31  | 29  | 13  | .369 | .767 | 31  |
| 4     | Juegos Centroamericanos  | 100 | 33  | 38  | 9  | 2  | 8  | 75  | 27  | 14  | 15  | .380 | .750 | 27  |
| 1     | Preolímpicos             | 26  | 11  | 13  | 3  | 0  | 0  | 16  | 9   | 4   | 2   | .500 | .515 | 6   |
| 23    | Totales                  | 744 | 283 | 326 | 53 | 15 | 78 | 643 | 224 | 105 | 103 | .438 | .864 | 191 |

## Distinciones
Recibió premios por ser el mejor deportista del deporte colectivo en Cuba e igualmente distinciones como mejor atleta latinoamericano o entre los diez mejores. Posiblemente el jugador de béisbol más popular de Cuba, ha sido también el más acechado por los cazadores de talentos que en disímiles ocasiones lo quisieron contratar para el béisbol profesional de los Estados Unidos.
En el 2002 deja de ser pelotero activo, pero sigue siendo una gloria del béisbol cubano, el jugador típico por su valor, calidad y liderazgo que todos los directores quisieran tener en un equipo. Muchos consideraron que se había anticipado en su retiro lo cual hizo junto a excelsas figuras como Antonio Pacheco, Orestes Kindelán, Luis Ulacia y Germán Mesa. Hay algo cierto, quien vio jugar a Linares coincide en que no ha habido otro igual y que quizás mereció su oportunidad de medir fuerzas en un béisbol superior.

## Japón
| Año     | Equipo   | N.º     | JJ  | CB  | VB  | C  | H  | 2B | 3B | HR | TB  | CI | BR | CR | SH | SF | BB | P | SO  | BD | AVE  | E%   | SLU  |
| ------- | -------- | ------- | --- | --- | --- | -- | -- | -- | -- | -- | --- | -- | -- | -- | -- | -- | -- | - | --- | -- | ---- | ---- | ---- |
| 2002    | Dragones | 44      | 16  | 51  | 46  | 2  | 8  | 0  | 0  | 1  | 11  | 5  | 0  | 0  | 0  | 0  | 5  | 0 | 19  | 1  | .174 | .255 | .239 |
| 2003    | Dragones | 38      | 56  | 162 | 144 | 19 | 33 | 9  | 0  | 6  | 60  | 28 | 0  | 0  | 1  | 0  | 15 | 2 | 49  | 0  | .229 | .311 | .417 |
| 2004    | Dragones | 38      | 60  | 182 | 159 | 19 | 45 | 7  | 0  | 4  | 64  | 28 | 0  | 0  | 0  | 2  | 21 | 0 | 45  | 1  | .283 | .363 | .403 |
| Carrera | Carrera  | Carrera | 132 | 395 | 349 | 40 | 86 | 16 | 0  | 11 | 135 | 61 | 0  | 0  | 1  | 2  | 41 | 2 | 113 | 4  | .246 | .327 | .387 |